# Liste von Filtermitteln gemäß den Kennblättern fremden Geräts D 50/10

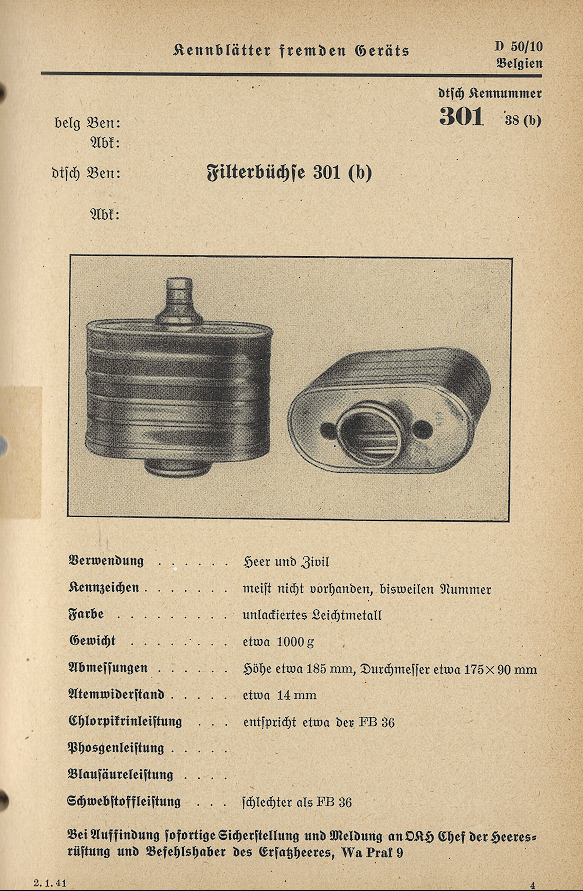
Kennblattbeispiel zu
D 50/10 Nr 301 38 (b)

In dieser Liste von Filtermitteln gemäß den Kennblättern fremden Geräts D 50/10 werden Atemschutzfilter aufgeführt, die vom Heereswaffenamt verzeichnet wurden.
Nachfolgend ein Überblick/Auszug zur offiziellen Dokumentation Kennblätter fremden Geräts D 50/10: Gasschutzgerät.

## Hinweise zur Liste
Aufbau der Tabelle
Untenstehende Tabelle führt folgenden Spalteninhalte:
- dtsch. Kennnr. (deutsche Kenn-Nummer), dies entspricht dem Originalindex in den Kopfzeilen der Kennblätter mit Kennnummer, Stoffgebietenummer und Beutezeichen.
- Abk. dtsch. Ben. (Abkürzung deutsche Benennung), Originalbezeichnung entnommen aus der fünften Zeile der Kennblätter.
- Landesbez. nach HWA (Heereswaffenamt), Originalangaben entnommen aus der ersten Zeile der Kennblätter.
- Bild, eine Bildauswahl aus Wikipedia für dieses Objekt.
- Bemerkungen, Hier werden Links zu bereits existierenden Wikipedia-Artikeln eingetragen.
- Minenart, Hier wird die Art der Mine angegeben

 Info: Die in der Tabelle angegebenen Originaleinträge sollen nicht geändert werden, weil diese den Angaben aus den Kennblättern entsprechen. Nach neuerem Forschungsstand sind teilweise Errata in den Kennblättern erkannt worden. Diese werden unten im Abschnitt Anmerkungen jeweils zur Kenn-Nummer erläutert. Die Wikilinks in den runden Klammern sollten das Lemma der entsprechenden Artikel in Wikipedia enthalten.

## Tabellarische Übersicht
| dtsch. Kennr. | Abk. dtsch. Ben.                         | Landesbez.nach HWA (Wikipedia-Artikel) | Bild         | Bemerkungen                                                                         |
| ------------- | ---------------------------------------- | -------------------------------------- | ------------ | ----------------------------------------------------------------------------------- |
| 251 38 (r)    | Filterbüchse 251 (r)                     | in D 50/10 keine Angaben               | Bilderwunsch |                                                                                     |
| 252 38 (r)    | Filterbüchse 252 (r)                     | in D 50/10 keine Angaben               | Bilderwunsch |                                                                                     |
| 253 38 (r)    | Filterbüchse 253 (r)                     | in D 50/10 keine Angaben               | Bilderwunsch |                                                                                     |
| 254 38 (r)    | Filterbüchse 254 (r)                     | in D 50/10 keine Angaben               | Bilderwunsch |                                                                                     |
| 255 38 (r)    | Filterbüchse 255 (r)                     | in D 50/10 keine Angaben               | Bilderwunsch |                                                                                     |
| 256 38 (r)    | Filterbüchse 256 (r)                     | in D 50/10 keine Angaben               | Bilderwunsch |                                                                                     |
| 257 38 (r)    | Filterbüchse 257 (r)                     | in D 50/10 keine Angaben               | Bilderwunsch |                                                                                     |
| 258 38 (r)    | Filterbüchse 258 (r)                     | in D 50/10 keine Angaben               | Bilderwunsch |                                                                                     |
| 261 38 (r)    | Filterbüchse 261 (r)                     | in D 50/10 keine Angaben               | Bilderwunsch |                                                                                     |
| 264 38 (r)    | Filterbüchse (H) 264 (r)                 | in D 50/10 keine Angaben               | Bilderwunsch |                                                                                     |
| 264 38 (r)    | Filterbüchse (P) 264 (r)                 | in D 50/10 keine Angaben               | Bilderwunsch |                                                                                     |
| 267 38 (r)    | Filterbüchse 267 (r)                     | in D 50/10 keine Angaben               |              | für Luftwaffe und Panzertruppe, Gewicht von 850 g, olivgrün                         |
| 268 38 (r)    | Filterbüchse 268 (r)                     | in D 50/10 keine Angaben               |              | für Luftwaffe und Panzertruppe, Gewicht von 880 g, olivgrün                         |
| 270 38 (r)    | Filtereinsatz 270 (r)                    | in D 50/10 keine Angaben               | Bilderwunsch |                                                                                     |
| 271 38 (r)    | Filtereinsatz 271 (r)                    | in D 50/10 keine Angaben               | Bilderwunsch |                                                                                     |
| 272 38 (r)    | Filtereinsatz 272 (r)                    | in D 50/10 keine Angaben               | Bilderwunsch |                                                                                     |
| 273 38 (r)    | Filtereinsatz 273 (r)                    | in D 50/10 keine Angaben               | Bilderwunsch |                                                                                     |
| 274 38 (r)    | Filtereinsatz 274 (r)                    | in D 50/10 keine Angaben               | Bilderwunsch |                                                                                     |
| 275 38 (r)    | Filtereinsatz 275 (r)                    | in D 50/10 keine Angaben               | Bilderwunsch |                                                                                     |
| 278 38 (r)    | Filtereinsatz P 278 (r)                  | in D 50/10 keine Angaben               |              | für Heer, Gewicht von 2100 g, olivgrün                                              |
| 279 38 (r)    | Filtereinsatz P 279 (r)                  | in D 50/10 keine Angaben               |              | für Heer, Gewicht von 1850 g, olivgrün                                              |
| 280 38 (r)    | Filtereinsatz P 280 (r)                  | in D 50/10 keine Angaben               |              | für Heer, Gewicht von 1700 g, olivgrün                                              |
| 301 38 (b)    | Filterbüchse 301 (b)                     | in D 50/10 keine Angaben               |              | für Gasmaske Heer, Gewicht von 1000 g, unlackiertes Metall                          |
| 301 38 (e)    | Filterbüchse 301 (e)                     | Container, Type E                      |              | für Gasmaske Heer, Gewicht von 740 g                                                |
| 301 38 (f)    | Filterbüchse 301 (f)                     | in D 50/10 keine Angaben               |              | für Gasmaske Heer, Gewicht von 1100 g, besitzt zwei austauschbare Schwebstofffilter |
| 301 38 (h)    | Filterbüchse 301 (h)                     | in D 50/10 keine Angaben               |              | für Gasmaske Heer, Gewicht von 1125 g, dunkelgrün                                   |
| 302 38 (b)    | Filterbüchse 302 (b)                     | in D 50/10 keine Angaben               |              | für Gasmaske Heer, Gewicht von 1000 g, unlackiertes Leichtmetall                    |
| 303 38 (b)    | Filterbüchse 303 (b)                     | in D 50/10 keine Angaben               |              | für Gasmaske Heer, Gewicht von 1150 g, braun                                        |
| 304 38 (b)    | Filterbehälter 304 (b)                   | in D 50/10 keine Angaben               |              | Raumfilter gegen Gas und Schwebstoffe, Gewicht von 7000 g                           |
| 305 38 (b)    | Filtereinsatz 305 (b)                    | in D 50/10 keine Angaben               |              | für Gasmaske Heer und Zivil, Gewicht von 420 g, braun                               |
| 305 38 (e)    | Filtereinsatz 305 (e)                    | Container C Mk II                      |              | für Gasmaske Zivil, Gewicht von 300 g, schwarz                                      |
| 305 38 (f)    | Filtereinsatz 305 (f)                    | in D 50/10 keine Angaben               | Bilderwunsch | für Gasmaske Heer, Gewicht von 400 g, khaki oder dunkelblau                         |
| 305 38 (h)    | Filtereinsatz 305 (h)                    | in D 50/10 keine Angaben               |              | für Gasmaske Zivil, Gewicht von 300 g, braun                                        |
| 305 38 (n)    | Filtereinsatz 305 (n)                    | in D 50/10 keine Angaben               |              | Gewicht von 320 g, grau                                                             |
| 306 38 (b)    | Filtereinsatz 306 (b)                    | in D 50/10 keine Angaben               |              | für Gasmaske Zivil, Gewicht von 330 g, grau                                         |
| 306 38 (f)    | Filtereinsatz 306 (f)                    | in D 50/10 keine Angaben               | Bilderwunsch | für Gasmaske Zivil, Gewicht von 330 g, grau                                         |
| 306 38 (h)    | Filtereinsatz 306 (h)                    | in D 50/10 keine Angaben               |              | für Gasmaske Heer und Zivil, Gewicht von 300 g, braun                               |
| 306 38 (n)    | Filtereinsatz 306 (n)                    | in D 50/10 keine Angaben               |              | für Gewicht von 330 g, grau                                                         |
| 307 38 (b)    | Filtereinsatz 307 (b)                    | in D 50/10 keine Angaben               |              | für Gasmaske Zivil, Gewicht von 670 g, grau                                         |
| 307 38 (f)    | Filtereinsatz 307 (f)                    | in D 50/10 keine Angaben               | Bilderwunsch | für Gasmaske Heer und Zivil, Gewicht von 430 g, hellbraun                           |
| 307 38 (h)    | Filtereinsatz 307 (h)                    | in D 50/10 keine Angaben               |              | für Gasmaske Zivil, Gewicht von 460 g, grau                                         |
| 308 38 (e)    | Zwischenfilter 308 (e)                   | in D 50/10 keine Angaben               |              | für Gasmaske Heer, Gewicht von 340 g, khaki                                         |
| 308 38 (f)    | Filtereinsatz 308 (f)                    | in D 50/10 keine Angaben               |              | für Gasmaske Heer, Gewicht von 430 g, braun                                         |
| 309 38 (f)    | Filtereinsatz 309 (f)                    | in D 50/10 keine Angaben               |              | für Gasmaske Zivil, Gewicht von 400 g, blaugrau                                     |
| 312 38 (f)    | Filtervorsatz 312 (f)                    | in D 50/10 keine Angaben               |              | für Gasmaske Heer, Gewicht von 600 g, graugrün und braun                            |
| 355 38 (b)    | Gasfilter 312 (b)                        | in D 50/10 keine Angaben               |              | Raumfilter gegen Gas, Gewicht von 26.136 g                                          |
| 513 38 (f)    | Kohlenoxyd-Zusatzfilter 513 (f)          | in D 50/10 keine Angaben               |              | Gewicht von 800 g                                                                   |
| 515 38 (f)    | Kohlenoxyd-Filterbüchse 515 (f)          | in D 50/10 keine Angaben               |              | Gewicht von 2.000 g                                                                 |
| 701 38 (r)    | Schwebstofffilter zum Raumfilter 701 (r) | FPUMSCH-200                            |              | Gewicht von 32.000 g                                                                |
| 702 38 (r)    | Gasfilter zum Raumfilter 702 (r)         | FPUMSCH-100                            |              | Gewicht von 68.100 g                                                                |
| 751 38 (f)    | Raumfilter 751 (f)                       | in D 50/10 keine Angaben               |              | Gewicht von 59.550 g, besteht aus Vorfilter, Schwebstofffilter und Gasfilter        |
| 752 38 (f)    | Raumfilter 752 (f)                       | in D 50/10 keine Angaben               |              | Gewicht von 263.300 g, besteht aus Vorfilter, Schwebstofffilter und Gasfilter       |
| 836 38 (b)    | Schwebstofffilter 836 (b)                | in D 50/10 keine Angaben               |              | Gewicht von 3.864 g, besteht aus einzelnen Kammern aus Filterpappe                  |